# Famille d'Espagnet
La famille d’Espagnet est une famille subsistante de la noblesse française.

## Histoire
Bourgeois de Brignoles au XVe siècle, s'est installée à Aix-en-Provence par la charge de conseiller au parlement de Provence, de Rainaud Espagnet du 2 août 1569.
Cette famille est pourvue pendant huit générations consécutives, de l’office de conseiller à ce même parlement,.
Une autre branche se retrouve placée au parlement de Bordeaux.

## Conseillers au parlement d'Aix
- Rainaud Espagnet (1569) ;
- Raimond d'Espagnet (1575) ;
- Marc-Antoine d'Espagnet (1587) ;
- Raymond d'Espagnet (1624) ;
- Lazarin d'Espagnet (1655) ;
- Marc-Antoine d'Espagnet (1688) ;
- Henri d'Espagnet (1728) ;
- Augustin-Honoré-Louis d'Espagnet (1776)[4].

## Principales alliances
d'Albis, d'Antonelle, de Gautier de Valabre, d'Arquier, de Faudran-Laval, d'Estienne de Gaufridi 1819, de Cazes de Fresquières, de Philip, de Maurel de Mons, Girard du Demaine 1856, Tondut de la Balmondière 1877, de Nugent 1880, Lescroel de Prez 1880, de Sallmard 1889, de Blacas-Carros 1868, de la Croix de Chevrières de Pisançon 1890, de Sinéty 1836, Cais de Pierlas 1839, de Geoffroy d'Antrechaux 1886.

## Armoiries
Les armes de la famille d'Espagnet se blasonnent ainsi : D'azur à trois soucis tigés et feuillés d'or, mouvant d'une même tige, au chef cousu de gueules chargé d'un soleil d'or.

Cette famille a une chapelle sépulcrale avec ses armes dans l’église métropolitaine d’Aix en Provence.

### Liens annexes
- Hôtel d'Espagnet
- Liste des officiers au Parlement de Provence
- Liste des familles subsistantes de la noblesse française (A à K)